# Оберрі (Каліфорнія)
Оберрі (англ. Auberry) — переписна місцевість (CDP) в США, в окрузі Фресно штату Каліфорнія. Населення — 3238 осіб (2020).

## Географія
Оберрі розташоване за координатами 37°4′39″ пн. ш. 119°29′43″ зх. д. / 37.07750° пн. ш. 119.49528° зх. д. (37.077409, -119.495150).  За даними Бюро перепису населення США в 2010 році переписна місцевість мала площу 49,74 км², з яких 49,58 км² — суходіл та 0,16 км² — водойми.

## Демографія
Згідно з переписом 2010 року, у переписній місцевості мешкало 2369 осіб у 849 домогосподарствах у складі 621 родини. Густота населення становила 48 осіб/км².  Було 949 помешкань (19/км²).
Расовий склад населення:
| - 86,4 % — білих - 4,4 % — корінних американців - 1,0 % — азіатів - 0,4 % — чорних або афроамериканців - 0,1 % — вихідців з тихоокеанських островів - 2,9 % — осіб інших рас |

До двох чи більше рас належало 4,7 %. Частка іспаномовних становила 13,0 % від усіх жителів.
За віковим діапазоном населення розподілялося таким чином: 22,4 % — особи молодші 18 років, 57,3 % — особи у віці 18—64 років, 20,3 % — особи у віці 65 років та старші. Медіана віку мешканця становила 46,0 року. На 100 осіб жіночої статі у переписній місцевості припадало 98,4 чоловіків;  на 100 жінок у віці від 18 років та старших — 96,6 чоловіків також старших 18 років.
Середній дохід на одне домашнє господарство  становив 58 394 долари США (медіана — 40 417), а середній дохід на одну сім'ю — 71 377 доларів (медіана — 53 375). За межею бідності перебувало 15,1 % осіб, у тому числі 25,7 % дітей у віці до 18 років та 9,3 % осіб у віці 65 років та старших.
Цивільне працевлаштоване населення становило 871 осіб. Основні галузі зайнятості: освіта, охорона здоров'я та соціальна допомога — 29,5 %, мистецтво, розваги та відпочинок — 19,3 %, роздрібна торгівля — 12,7 %, транспорт — 7,2 %.